# Jehuda Gilad
Jehuda Gilad (hebr.: יהודה גלעד, ang.: Yehuda Gilad, ur. 30 sierpnia 1955 w Brazylii) – izraelski rabin i polityk, w latach 2002–2003 poseł do Knesetu z listy koalicji Jeden Izrael.

## Życiorys
Urodził się 30 sierpnia 1955 w Brazylii.
Po wyemigrowaniu do Izraela służył w Siłach Obronnych Izraela, służbę opuścił w stopniu kapitana. Ukończył studia nauczycielskie. Został rabinem. W latach 1990–1992 był emisariuszem Agencji Żydowskiej oraz organizacji syjonistycznej Bene Akiwa w Londynie.
W polityce związał się z założoną przez Dawida Lewiego partią Geszer. W wyborach parlamentarnych w 1999 bezskutecznie kandydował do izraelskiego parlamentu z listy koalicji Jeden Izrael. W 2000 został sekretarzem partii Meimad, współtworzącej koalicję z Geszerem i Partią Pracy. W skład szesnastego Knesetu wszedł ostatecznie 5 czerwca 2002 objął mandat po rezygnacji Maksima Lewiego. Zasiadał w dwóch komisjach parlamentarnych – edukacji i kultury oraz pracy, opieki społecznej i zdrowia. Nigdy więcej nie zasiadał w Knesecie. Następnie związał się z założoną przez Uzziego Dajana partią Tafnit.
Był rabinem w kibucu Lawi i dyrektorem jesziwy w Ma’ale Gilboa, działa w organizacji liberalnych rabinów Bet Hillel. Jest autorem licznych publikacji prasowych.